# Верне (Бельгія)
Ве́рне (фр. Veurne, гол.: [ˈvøːrnə], фр.: [fyʁn]) — місто і муніципалітет у Бельгії, у провінції Західна Фландрія. Вперше згадується в джерелах під 877 роком як володіння абатства святого Бертана із Сент-Омера. Близько 890 року укріплене для захисту від рейдів вікінгів. Згодом перетворене на каштелянство Верне, числом до 50 парафій, у складі Фландрського графства. 20 серпня 1297 року біля міста відбулася битва в ході Фландрської війни за незалежність від Франції (1297–1305). У пізньому середньовіччі у Верне були споруджені готичні церкви святої Вальбурги та святого Миколая. У XV столітті споруджено нову ратушу (сучасний Павільйон іспанських офіцерів). Входило до володінь Габсбургів. Розквітло за часів правління Альбрехта VII та Ізабелли. Постраждало через війни французького короля Людовика XIV та французькі революційні війни (1792—1802). Повторно розквітло після битви при Ватерлоо (1815). 1831 року першим зустріло бельгійського короля Леопольда I. Під час Першої Світової війни був одним із центрів бельгійського антинімецького спротиву. Сильно постраждало в ході Другої Світової війни, переважно від авіації союзників та стратегічних затоплень регіону. З 2-ї половини XX століття — регіональне місто, важливий туристичний центр. Площа — 96,34 км². Населення — 11 674 осіб (2016), густота населення — 120 осіб/ км². Латинська назва — Фу́рна (лат. Furna).

## Галерея

Герб
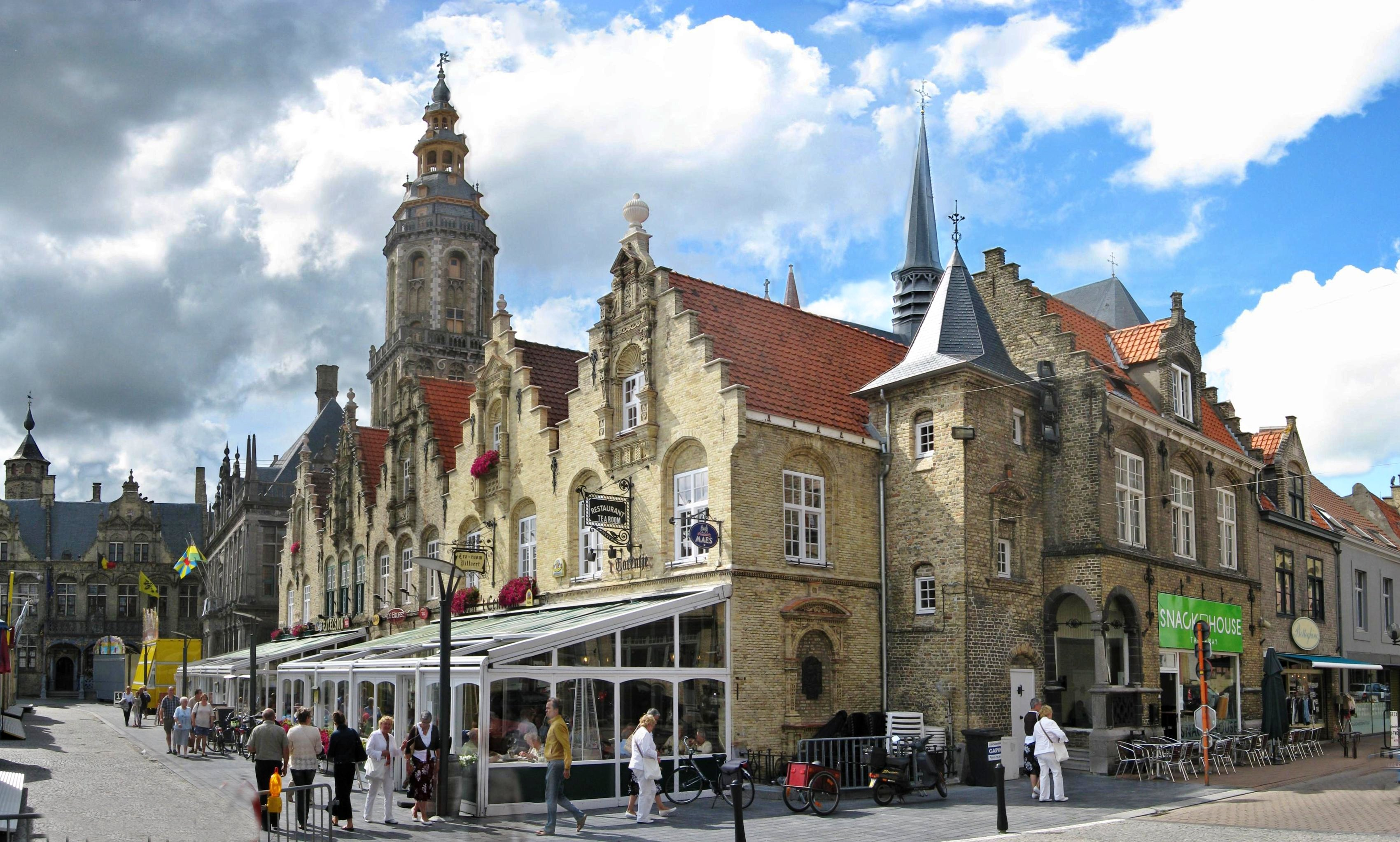
Вигляд міста
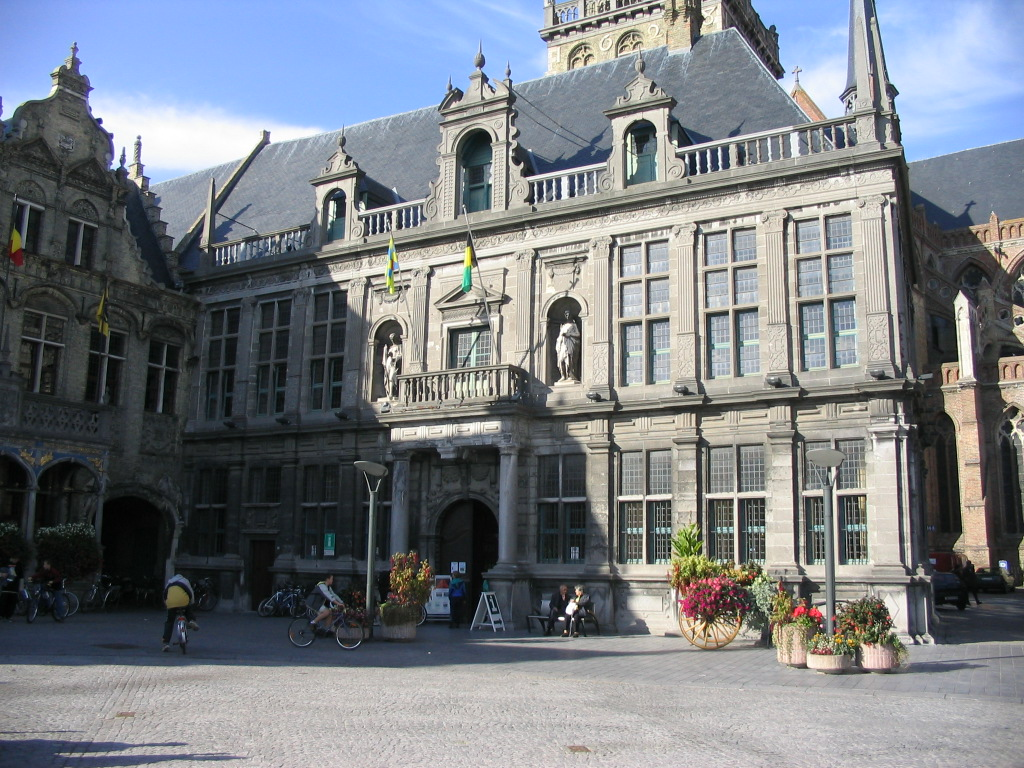
Старий суд
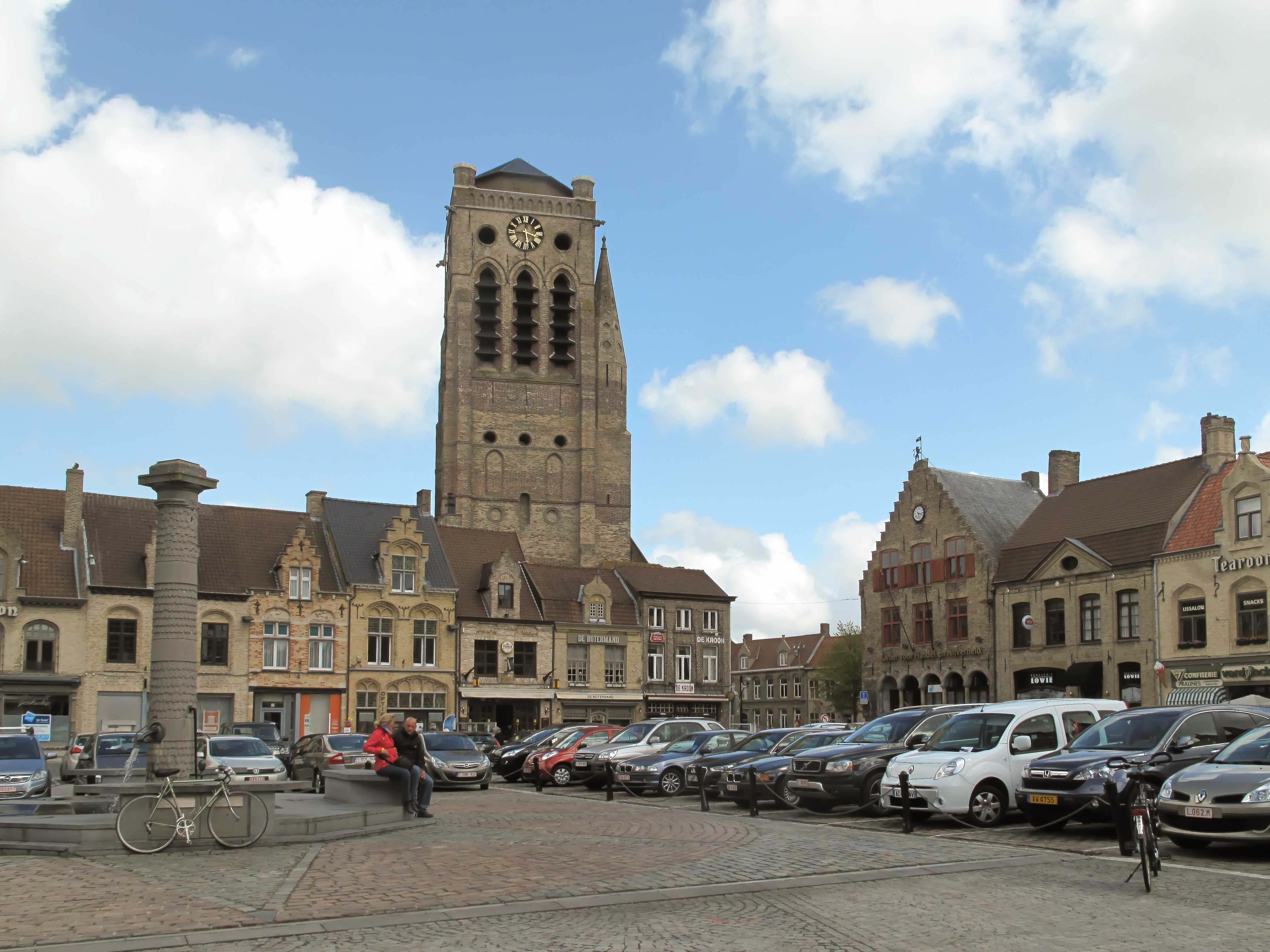
Церква св. Миколая